# Lion dans la jungle
Lion dans la jungle est un tableau réalisé par le peintre français Henri Rousseau en 1904. Partie des Jungles pour lesquelles l'artiste est particulièrement reconnu, cette huile sur toile naïve représente un lion dans la végétation dense d'une forêt tropicale sous la pleine lune. Elle est conservée au musée Pola de Hakone, au Japon.